# 谢培元
谢培元（1936年—2000年）是中国的第一代字体设计师。曾参加和主持过30多幅字体的设计、修正、统一与质量监督工作。主要作品有新报宋、硬楷体等。

## 生平
1936年出生于中国上海。谢培元少年时代喜好画画，早年在上海做广告画学徒，同时业余就读师范学校。
1956年，广告行业因中国实行计划经济而没落，失业的谢培元进入新华书店做卖书工作，两月后随即转入美术出版社，先后从事出版负责、编辑、美术编辑等工作。
1958年，被下放到上海郊区劳动，改造思想。1960年回到出版社任职，后又被调入上海印刷技术研究所字体研究室，在此期间，先后参与了用于《辞海》的宋一体和用于《毛泽东选集》正文字的宋二体的设计工作。
1966年，文化大革命开始，下放至上海字模一厂。1976年调回上海印刷技术研究所。
1991年，与齐立合作设计的“硬楷体”获日本森泽国际排版文字字体竞赛评审委员奖。
1995年，完成新报宋，1997年北大方正将其数字版制作完毕。
2000年去世，享年64岁。

## 主要作品

### 方正字库
- 新报宋（1995年）

### 获奖字体
- 细宋体（第一届全国印刷新字体评选会一等奖，1984年）
- 隶书体（第一届全国印刷新字体评选会二等奖，1984年）
- 硬楷体（日本森泽国际排版文字字体竞赛评审委员奖，1991年）

### 集体作品
- 宋一体
- 宋二体[1]

## 主要论著
- “第二中心线”，《印刷字体结构专论》（1996年）
- “印刷字体的标准化及优化”，《印刷杂志》（1999年第12期）